# Escaryus igarashii
Escaryus igarashii är en mångfotingart som beskrevs av Wataru Shinohara 1955. Escaryus igarashii ingår i släktet Escaryus och familjen småjordkrypare. Inga underarter finns listade i Catalogue of Life.